# Полли, Нора
Нора Маргарет Полли (до замужества — Фишер; англ. Nora Margaret Polley (Fischer); 29 июля 1894, Бадаюн, Британская Индия — 27 июля 1988, Леминстер, Западный Мидленд) — индийская теннисистка. Участница летних Олимпийских игр 1924 года. Первая женщина, представлявшая Индию на Олимпийских играх.

## Биография
Нора Полли родилась 29 июля 1894 года в индийском городе Бадаюн.
К 1901 году жила в Шотландии. В 1911 году окончила школу-интернат Хиллкот.
В 1924 году вошла в состав сборной Индии на летних Олимпийских играх в Париже. В женском одиночном разряде в 1/16 финала выиграла у Лены Валаориту из Греции — 1:6, 6:3, 6:2, в 1/8 финала проиграла Лили Альварес из Испании — 0:6, 3:6. В смешанном парном разряде, выступая с Сидни Джейкобом, в 1/8 финала проиграла Хильде Уоллис и Дарси Маккри из Ирландии — 7:9, 6:4, 7:9.
Полли стала первой женщиной, представлявшей Индию на Олимпийских играх, и до 1952 года оставалась единственной.
Известно, что в 1924 году до Олимпийских игр она играла на турнире в Каннах, а после них — на турнирах в Южной Англии: в Танбридж-Уэллс, Уэймуте, Торбее, в чемпионате Южной Англии. Об её участии в более поздних турнирах данных нет.
Умерла 27 июля 1988 года в британском городе Леминстер в Англии.

## Семья
Муж — Сидни Трепесс Полли (1882—1970), офицер индийской армии. Поженились 11 ноября 1915 года. В 1918 году имел звание майора.